# Discografia Madonnei
Acest articol prezintă cronologic discografia cântăreței pop americane Madonna.

## Cântece promovate

### Anii 80
| Titlu                                                              | An   | Cele mai bune poziții în clasamente | Cele mai bune poziții în clasamente | Cele mai bune poziții în clasamente | Cele mai bune poziții în clasamente | Cele mai bune poziții în clasamente | Cele mai bune poziții în clasamente | Cele mai bune poziții în clasamente | Cele mai bune poziții în clasamente | Cele mai bune poziții în clasamente | Cele mai bune poziții în clasamente | Vânzări                                                      | Certificari | Album                                                                |
| Titlu                                                              | An   | US                                  | US Dance                            | AUS                                 | CAN                                 | FRA                                 | GER                                 | ITA                                 | SPA                                 | SWI                                 | UK                                  | Vânzări                                                      | Certificari | Album                                                                |
| ------------------------------------------------------------------ | ---- | ----------------------------------- | ----------------------------------- | ----------------------------------- | ----------------------------------- | ----------------------------------- | ----------------------------------- | ----------------------------------- | ----------------------------------- | ----------------------------------- | ----------------------------------- | ------------------------------------------------------------ | --- | -------------------------------------------------------------------- |
| "Everybody"                                                        | 1982 | —                                   | 3                                   | —                                   | —                                   | —                                   | —                                   | —                                   | —                                   | —                                   | —                                   | - US: 250,000                                                | | Madonna                                                              |
| "Burning Up" / "Physical Attraction"                               | 1983 | —                                   | 3                                   | 13                                  | —                                   | —                                   | —                                   | —                                   | —                                   | —                                   | —                                   | - US: 150,000                                                | | Madonna                                                              |
| "Holiday"                                                          | 1983 | 16                                  | 1                                   | 4                                   | 32                                  | 19                                  | 9                                   | 22                                  | —                                   | 18                                  | 2                                   | - US: 260,000 - UK: 878,000                                  | - UK: Gold | Madonna                                                              |
| "Lucky Star"                                                       | 1983 | 4                                   | 1                                   | 36                                  | 8                                   | —                                   | —                                   | —                                   | —                                   | —                                   | 14                                  | - UK: 117,470                                                | | Madonna                                                              |
| "Borderline"                                                       | 1984 | 10                                  | 4                                   | 12                                  | 25                                  | —                                   | —                                   | —                                   | —                                   | 23                                  | 2                                   | - UK: 500,000                                                | - US: Gold - UK: Gold                                                                                             | Madonna                                                              |
| "Like a Virgin"                                                    | 1984 | 1                                   | 1                                   | 1                                   | 1                                   | 8                                   | 4                                   | 16                                  | —                                   | 9                                   | 3                                   | - WW: 6,000,000 - US: 1,900,000 - UK: 925,000                | - US: Gold - SPA: Gold - UK: Gold                                                                                 | Like a Virgin                                                        |
| "Material Girl"                                                    | 1985 | 2                                   | 1                                   | 4                                   | 4                                   | 47                                  | 13                                  | 18                                  | 10                                  | 15                                  | 3                                   | - US: 347,000 (digital) - UK: 405,000                        | - ITA: Gold - SPA: Gold - UK: Platinum                                                                            | Like a Virgin                                                        |
| "Crazy for You"                                                    | 1985 | 1                                   | —                                   | 1                                   | 1                                   | 47                                  | 26                                  | 12                                  | 17                                  | 16                                  | 2                                   | - US: 2,000,000 - UK: 782,000                                | - US: Gold - UK: Gold                                                                                             | Vision Quest: Original Soundtrack of the Warner Bros. Motion Picture |
| "Angel"                                                            | 1985 | 5                                   | 1                                   | 1                                   | 5                                   | —                                   | 31                                  | —                                   | 2                                   | 17                                  | 5                                   | - UK: 205,000                                                | - US: Gold | Like a Virgin                                                        |
| "Into the Groove"                                                  | 1985 | —                                   | 1                                   | 1                                   | —                                   | 2                                   | 3                                   | 1                                   | 1                                   | 2                                   | 1                                   | - CAN: 100,000 - ITA: 300,000 - UK: 957,000                  | - US: Gold - UK: Gold - ITA: Gold - FRA: Gold                                                                     | Like a Virgin                                                        |
| "Dress You Up"                                                     | 1985 | 5                                   | 3                                   | 5                                   | 10                                  | 18                                  | 20                                  | 16                                  | 11                                  | 20                                  | 5                                   | - UK: 210,000                                                | - UK: Silver | Like a Virgin                                                        |
| "Gambler"                                                          | 1985 | —                                   | —                                   | 10                                  | —                                   | 33                                  | 25                                  | 3                                   | —                                   | 23                                  | 4                                   | - UK: 295,000                                                | - UK: Silver | Vision Quest: Original Soundtrack of the Warner Bros. Motion Picture |
| "Live to Tell"                                                     | 1986 | 1                                   | —                                   | 7                                   | 1                                   | 6                                   | 12                                  | 1                                   | —                                   | 4                                   | 2                                   | - UK: 331,000                                                | - UK: Silver - FRA: Silver                                                                                        | True Blue                                                            |
| "Papa Don't Preach"                                                | 1986 | 1                                   | 4                                   | 1                                   | 1                                   | 3                                   | 2                                   | 1                                   | 4                                   | 2                                   | 1                                   | - UK: 651,000                                                | - US: Platinum - UK: Gold - FRA: Silver                                                                           | True Blue                                                            |
| "True Blue"                                                        | 1986 | 3                                   | 6                                   | 5                                   | 1                                   | 6                                   | 6                                   | 3                                   | 12                                  | 6                                   | 1                                   | - UK: 557,000                                                | - US: Gold - AUS: Platinum - UK: Silver - FRA: Silver                                                             | True Blue                                                            |
| "Open Your Heart"                                                  | 1986 | 1                                   | 1                                   | 16                                  | 8                                   | 24                                  | 17                                  | 6                                   | —                                   | 11                                  | 4                                   | - US: 75,000 - UK: 195,000                                   | - UK: Silver | True Blue                                                            |
| "La Isla Bonita"                                                   | 1987 | 4                                   | —                                   | 6                                   | 1                                   | 1                                   | 1                                   | 18                                  | 8                                   | 1                                   | 1                                   | - US: 75,000 - UK: 450,000                                   | - UK: Gold - GER: Gold - ITA: Gold - FRA: Gold - SPA: Platinum                                                    | True Blue                                                            |
| "Who's That Girl"                                                  | 1987 | 1                                   | 44                                  | 7                                   | 1                                   | 2                                   | 2                                   | 1                                   | 6                                   | 2                                   | 1                                   | - US: 100,000 - CAN: 40,000 - UK: 380,000                    | - UK: Silver - FRA: Gold                                                                                          | Who's That Girl: Original Motion Picture Soundtrack                  |
| "Causing a Commotion"                                              | 1987 | 2                                   | 1                                   | 7                                   | 2                                   | —                                   | 14                                  | 4                                   | 21                                  | 9                                   | 4                                   | - UK: 230,000                                                | | Who's That Girl: Original Motion Picture Soundtrack                  |
| "The Look of Love"                                                 | 1987 | —                                   | —                                   | —                                   | —                                   | 23                                  | 34                                  | —                                   | —                                   | 20                                  | 9                                   | - UK: 121,439                                                | | Who's That Girl: Original Motion Picture Soundtrack                  |
| "Spotlight"                                                        | 1988 | —                                   | —                                   | —                                   | —                                   | —                                   | —                                   | —                                   | —                                   | —                                   | —                                   |                                                              | | You Can Dance                                                        |
| "Like a Prayer"                                                    | 1989 | 1                                   | 1                                   | 1                                   | 1                                   | 2                                   | 2                                   | 1                                   | 1                                   | 1                                   | 1                                   | - WW: 5,000,000 - US: 2,000,000 - FRA: 400,000 - UK: 850,500 | - US: 2× Platinum - AUS: Platinum - UK: 2× Platinum - GER: Gold - ITA: Gold - SPA: Gold - SWI: Gold - FRA: Silver | Like a Prayer                                                        |
| "Express Yourself"                                                 | 1989 | 2                                   | 1                                   | 5                                   | 1                                   | 7                                   | 3                                   | 1                                   | 3                                   | 1                                   | 5                                   | - UK: 200,000                                                | - US: Gold - AUS: Gold - UK: Silver                                                                               | Like a Prayer                                                        |
| "Cherish"                                                          | 1989 | 2                                   | —                                   | 4                                   | 1                                   | 21                                  | 16                                  | 3                                   | 10                                  | 10                                  | 3                                   | - UK: 200,000                                                | - AUS: Gold | Like a Prayer                                                        |
| "Oh Father"                                                        | 1989 | 20                                  | —                                   | 59                                  | 14                                  | 26                                  | —                                   | 6                                   | —                                   | —                                   | 16                                  | - UK: 58,730                                                 | | Like a Prayer                                                        |
| "Dear Jessie"                                                      | 1989 | —                                   | —                                   | 51                                  | —                                   | —                                   | 19                                  | —                                   | 17                                  | 16                                  | 5                                   | - UK: 255,000                                                | - UK: Silver | Like a Prayer                                                        |
| „—” denotă un titlu care nu a fost cartografiat pe acel teritoriu. |      |                                     |                                     |                                     |                                     |                                     |                                     |                                     |                                     |                                     |                                     |                                                              | |                                                                      |

### Anii 90
| Titlu                                                              | An   | Cele mai bune poziții în clasamente | Cele mai bune poziții în clasamente | Cele mai bune poziții în clasamente | Cele mai bune poziții în clasamente | Cele mai bune poziții în clasamente | Cele mai bune poziții în clasamente | Cele mai bune poziții în clasamente | Cele mai bune poziții în clasamente | Cele mai bune poziții în clasamente | Cele mai bune poziții în clasamente | Vânzări                                       | Certificari                                                                               | Album                                                    |
| Titlu                                                              | An   | US                                  | US Dance                            | AUS                                 | CAN                                 | FRA                                 | GER                                 | ITA                                 | SPA                                 | SWI                                 | UK                                  | Vânzări                                       | Certificari                                                                               | Album                                                    |
| ------------------------------------------------------------------ | ---- | ----------------------------------- | ----------------------------------- | ----------------------------------- | ----------------------------------- | ----------------------------------- | ----------------------------------- | ----------------------------------- | ----------------------------------- | ----------------------------------- | ----------------------------------- | --------------------------------------------- | ----------------------------------------------------------------------------------------- | -------------------------------------------------------- |
| "Keep It Together"                                                 | 1990 | 8                                   | 1                                   | 1                                   | 8                                   | —                                   | —                                   | 16                                  | —                                   | —                                   | —                                   |                                               | - US: Gold - AUS: 2× Platinum                                                             | Like a Prayer                                            |
| "Vogue"                                                            | 1990 | 1                                   | 1                                   | 1                                   | 1                                   | 9                                   | 4                                   | 1                                   | 1                                   | 2                                   | 1                                   | - WW: 6,000,000 - US: 2,000,000 - UK: 663,000 | - US: 3× Platinum - AUS: 2× Platinum - ITA: Gold - UK: Gold - CAN: Platinum - FRA: Silver | I'm Breathless: Music from the Motion Picture Dick Tracy |
| "Hanky Panky"                                                      | 1990 | 10                                  | —                                   | 6                                   | 18                                  | —                                   | 21                                  | 4                                   | 13                                  | 15                                  | 2                                   | - UK: 210,000                                 | - US: Gold - AUS: Gold - UK: Silver                                                       | I'm Breathless: Music from the Motion Picture Dick Tracy |
| "Justify My Love"                                                  | 1990 | 1                                   | 1                                   | 4                                   | 1                                   | 17                                  | 10                                  | 2                                   | 3                                   | 3                                   | 2                                   | - US: 1,000,000 - UK: 275,500                 | - US: Platinum - AUS: Gold - UK: Silver - CAN: Gold                                       | The Immaculate Collection                                |
| "Rescue Me"                                                        | 1991 | 9                                   | 6                                   | 15                                  | 7                                   | 21                                  | 21                                  | 12                                  | —                                   | 11                                  | 3                                   | - UK: 134,764                                 | - US: Gold                                                                                | The Immaculate Collection                                |
| "This Used to Be My Playground"                                    | 1992 | 1                                   | —                                   | 9                                   | 1                                   | 7                                   | 6                                   | 1                                   | 6                                   | 6                                   | 3                                   | - UK: 275,000                                 | - US: Gold - AUS: Gold - UK: Silver                                                       | -                                                        |
| "Erotica"                                                          | 1992 | 3                                   | 1                                   | 4                                   | 13                                  | 23                                  | 13                                  | 1                                   | 4                                   | 8                                   | 3                                   | - UK: 270,800                                 | - US: Gold - AUS: Gold                                                                    | Erotica                                                  |
| "Deeper and Deeper"                                                | 1992 | 7                                   | 1                                   | 11                                  | 2                                   | 17                                  | 26                                  | 1                                   | —                                   | 23                                  | 6                                   | - UK: 136,854                                 | - AUS: Gold                                                                               | Erotica                                                  |
| "Bad Girl"                                                         | 1993 | 36                                  | —                                   | 32                                  | 20                                  | 44                                  | 47                                  | 3                                   | —                                   | 25                                  | 10                                  | - UK: 74,915                                  |                                                                                           | Erotica                                                  |
| "Fever"                                                            | 1993 | —                                   | 1                                   | 51                                  | —                                   | 31                                  | —                                   | 12                                  | —                                   | —                                   | 6                                   | - UK: 86,077                                  |                                                                                           | Erotica                                                  |
| "Rain"                                                             | 1993 | 14                                  | —                                   | 5                                   | 2                                   | —                                   | 26                                  | 9                                   | —                                   | 11                                  | 7                                   | - UK: 130,771                                 | - AUS: Gold                                                                               | Erotica                                                  |
| "Bye Bye Baby"                                                     | 1993 | —                                   | —                                   | 15                                  | —                                   | —                                   | —                                   | 7                                   | —                                   | 28                                  | —                                   |                                               |                                                                                           | Erotica                                                  |
| "I'll Remember"                                                    | 1994 | 2                                   | —                                   | 7                                   | 1                                   | 40                                  | 49                                  | 1                                   | —                                   | 17                                  | 7                                   | - WW: 1,000,000 - US: 500,000 - UK: 100,090   | - US: Gold - AUS: Gold                                                                    | With Honors: Music from the Motion Picture Soundtrack    |
| "Secret"                                                           | 1994 | 3                                   | 1                                   | 5                                   | 1                                   | 2                                   | 29                                  | 3                                   | 4                                   | 1                                   | 5                                   | - UK: 117,957                                 | - US: Gold - AUS: Gold - FRA: Gold                                                        | Bedtime Stories                                          |
| "Take a Bow"                                                       | 1994 | 1                                   | —                                   | 15                                  | 1                                   | 25                                  | 18                                  | 2                                   | —                                   | 8                                   | 16                                  | - US: 500,000 - ITA: 300,000 - UK: 102,739    | - US: Gold                                                                                | Bedtime Stories                                          |
| "Bedtime Story"                                                    | 1995 | 42                                  | 1                                   | 5                                   | 42                                  | —                                   | —                                   | 8                                   | —                                   | —                                   | 4                                   | - UK: 97,428                                  |                                                                                           | Bedtime Stories                                          |
| "Human Nature"                                                     | 1995 | 46                                  | 2                                   | 17                                  | 64                                  | —                                   | 50                                  | 10                                  | —                                   | 17                                  | 8                                   | - UK: 80,685                                  |                                                                                           | Bedtime Stories                                          |
| "You'll See"                                                       | 1995 | 6                                   | —                                   | 9                                   | 2                                   | 24                                  | 15                                  | 5                                   | —                                   | 8                                   | 5                                   | - UK: 322,000                                 | - US: Gold - AUS: Gold - UK: Silver                                                       | Something to Remember                                    |
| "One More Chance"                                                  | 1996 | —                                   | —                                   | 35                                  | —                                   | —                                   | —                                   | 2                                   | —                                   | —                                   | 11                                  | - UK: 56,851                                  |                                                                                           | Something to Remember                                    |
| "Love Don't Live Here Anymore"                                     | 1996 | 78                                  | 16                                  | 27                                  | 24                                  | 48                                  | —                                   | —                                   | —                                   | —                                   | —                                   |                                               |                                                                                           | Something to Remember                                    |
| "You Must Love Me"                                                 | 1996 | 18                                  | —                                   | 11                                  | 11                                  | 41                                  | 78                                  | 4                                   | —                                   | 43                                  | 10                                  | - WW: 1,100,000 - ITA: 20,000 - UK: 90,428    | - US: Gold                                                                                | Evita: The Motion Picture Music Soundtrack               |
| "Don't Cry for Me Argentina"                                       | 1996 | 8                                   | 1                                   | 9                                   | 14                                  | 1                                   | 3                                   | 2                                   | 1                                   | 4                                   | 3                                   | - UK: 340,000                                 | - AUS: Gold - UK: Gold - GER: Gold - SWI: Gold - FRA: Gold                                | Evita: The Motion Picture Music Soundtrack               |
| "Another Suitcase in Another Hall"                                 | 1997 | —                                   | —                                   | 118                                 | —                                   | —                                   | —                                   | 4                                   | —                                   | —                                   | 7                                   | - UK: 75,233                                  |                                                                                           | Evita: The Motion Picture Music Soundtrack               |
| "Frozen"                                                           | 1998 | 2                                   | 1                                   | 5                                   | 2                                   | 2                                   | 2                                   | 1                                   | 1                                   | 2                                   | 1                                   | - US: 600,000 - ITA: 30,000 - UK: 602,200     | - US: Gold - AUS: Gold - UK: Platinum - GER: Platinum - ITA: Gold - SWI: Gold - FRA: Gold | Ray of Light                                             |
| "Ray of Light"                                                     | 1998 | 5                                   | 1                                   | 6                                   | 3                                   | 18                                  | 28                                  | 2                                   | 1                                   | 32                                  | 2                                   | - US: 293,000 - UK: 275,000                   | - US: Gold - AUS: Gold - UK: Gold                                                         | Ray of Light                                             |
| "Drowned World/Substitute for Love"                                | 1998 | —                                   | —                                   | 16                                  | —                                   | 42                                  | 39                                  | 5                                   | 1                                   | 31                                  | 10                                  | - UK: 90,651                                  |                                                                                           | Ray of Light                                             |
| "The Power of Good-Bye"                                            | 1998 | 11                                  | —                                   | 33                                  | 16                                  | 21                                  | 4                                   | 8                                   | 2                                   | 8                                   | 6                                   | - UK: 180,000                                 | - UK: Silver - GER: Gold                                                                  | Ray of Light                                             |
| "Little Star"                                                      | 1998 | —                                   | —                                   | —                                   | —                                   | —                                   | —                                   | —                                   | —                                   | —                                   | 6                                   | - UK: 180,000                                 | - UK: Silver                                                                              | Ray of Light                                             |
| "Nothing Really Matters"                                           | 1999 | 93                                  | 1                                   | 15                                  | 6                                   | 48                                  | 38                                  | 7                                   | 1                                   | 26                                  | 7                                   | - UK: 128,137                                 | - UK: Silver                                                                              | Ray of Light                                             |
| "Beautiful Stranger"                                               | 1999 | 19                                  | 1                                   | 5                                   | 1                                   | 17                                  | 13                                  | 1                                   | 4                                   | 6                                   | 2                                   | - UK: 535,000                                 | - AUS: Gold - UK: Platinum - FRA: Gold                                                    | Austin Powers: The Spy Who Shagged Me                    |
| „—” denotă un titlu care nu a fost cartografiat pe acel teritoriu. |      |                                     |                                     |                                     |                                     |                                     |                                     |                                     |                                     |                                     |                                     |                                               |                                                                                           |                                                          |

### Anii 2000
| Titlu                                                              | An   | Cele mai bune poziții în clasamente | Cele mai bune poziții în clasamente | Cele mai bune poziții în clasamente | Cele mai bune poziții în clasamente | Cele mai bune poziții în clasamente | Cele mai bune poziții în clasamente | Cele mai bune poziții în clasamente | Cele mai bune poziții în clasamente | Cele mai bune poziții în clasamente | Cele mai bune poziții în clasamente | Vânzări                                                                                    | Certificari | Album                                              |
| Titlu                                                              | An   | US                                  | US Dance                            | AUS                                 | CAN                                 | FRA                                 | GER                                 | ITA                                 | SPA                                 | SWI                                 | UK                                  | Vânzări                                                                                    | Certificari | Album                                              |
| ------------------------------------------------------------------ | ---- | ----------------------------------- | ----------------------------------- | ----------------------------------- | ----------------------------------- | ----------------------------------- | ----------------------------------- | ----------------------------------- | ----------------------------------- | ----------------------------------- | ----------------------------------- | ------------------------------------------------------------------------------------------ | --- | -------------------------------------------------- |
| "American Pie"                                                     | 2000 | 29                                  | 1                                   | 1                                   | 4                                   | 8                                   | 1                                   | 1                                   | 1                                   | 1                                   | 1                                   | - ITA: 70,000 - SPA: 35,000 - UK: 400,000                                                  | - AUS: Gold - UK: Gold - SWI: Gold - FRA: Gold                                                                                         | The Next Best Thing: Music from the Motion Picture |
| "Music"                                                            | 2000 | 1                                   | 1                                   | 1                                   | 1                                   | 8                                   | 2                                   | 1                                   | 1                                   | 1                                   | 1                                   | - US: 1,353,000 - UK: 510,000                                                              | - US: Platinum - AUS: 2× Platinum - UK: Gold - GER: Gold - SWI: Gold - FRA: Gold                                                       | Music                                              |
| "Don't Tell Me"                                                    | 2000 | 4                                   | 1                                   | 7                                   | 1                                   | 16                                  | 22                                  | 1                                   | 2                                   | 10                                  | 4                                   | - UK: 185,000                                                                              | - US: Gold - AUS: Platinum - UK: Silver - FRA: Gold                                                                                    | Music                                              |
| "What It Feels Like for a Girl"                                    | 2001 | 23                                  | 1                                   | 6                                   | 2                                   | 40                                  | 16                                  | 2                                   | 1                                   | 11                                  | 7                                   | - UK: 86,771                                                                               | - AUS: Gold | Music                                              |
| "Die Another Day"                                                  | 2002 | 8                                   | 1                                   | 5                                   | 1                                   | 15                                  | 4                                   | 1                                   | 1                                   | 1                                   | 3                                   | - US: 422,000 - UK: 175,000                                                                | - AUS: Gold - UK: Silver - CAN: 2× Platinum - FRA: Gold                                                                                | Die Another Day / American Life                    |
| "American Life"                                                    | 2003 | 37                                  | 1                                   | 7                                   | 1                                   | 10                                  | 10                                  | 1                                   | 2                                   | 1                                   | 2                                   | - UK: 72,260                                                                               | - AUS: Gold - FRA: Gold | Die Another Day / American Life                    |
| "Hollywood"                                                        | 2003 | —                                   | 1                                   | 16                                  | 5                                   | 22                                  | 21                                  | 3                                   | 2                                   | 2                                   | 2                                   | - UK: 59,633                                                                               | | Die Another Day / American Life                    |
| "Me Against the Music" (Britney Spears featuring Madonna)          | 2003 | 35                                  | 1                                   | 1                                   | 2                                   | 11                                  | 5                                   | 2                                   | 1                                   | 4                                   | 2                                   | - US: 341,000 - UK: 240,000                                                                | - US: Gold - UK: Silver - AUS: Platinum                                                                                                | In the Zone                                        |
| "Nothing Fails"                                                    | 2003 | —                                   | 1                                   | 126                                 | 7                                   | 34                                  | 36                                  | 7                                   | 1                                   | 41                                  | —                                   | - US: 10,000                                                                               | | American Life                                      |
| "Love Profusion"                                                   | 2003 | —                                   | 1                                   | 25                                  | 3                                   | 25                                  | —                                   | 5                                   | 1                                   | 31                                  | 11                                  | - UK: 41,025                                                                               | | American Life                                      |
| "Hung Up"                                                          | 2005 | 7                                   | 1                                   | 1                                   | 1                                   | 1                                   | 1                                   | 1                                   | 1                                   | 1                                   | 1                                   | - WW: 5,000,000 - US: 1,400,000 - GER: 500,000 - FRA: 500,000 - ITA: 100,000 - UK: 730,000 | - US: Platinum - AUS: Platinum - UK: 2× Platinum - GER: 3× Gold - ITA: Platinum - SPA: Gold - SWI: Gold - CAN: 2× Platinum - FRA: Gold | Confessions on a Dance Floor                       |
| "Sorry"                                                            | 2006 | 58                                  | 1                                   | 4                                   | 4                                   | 5                                   | 5                                   | 1                                   | 1                                   | 4                                   | 1                                   | - US: 366,000 (digital) - UK: 200,000                                                      | - UK: Silver - CAN: Platinum | Confessions on a Dance Floor                       |
| "Get Together"                                                     | 2006 | —                                   | 1                                   | 13                                  | 27                                  | 23                                  | 28                                  | 2                                   | 1                                   | 16                                  | 7                                   | - ITA: 10,000 - UK: 67,163                                                                 | | Confessions on a Dance Floor                       |
| "Jump"                                                             | 2006 | —                                   | 1                                   | 29                                  | 39                                  | —                                   | 23                                  | 1                                   | 3                                   | 21                                  | 9                                   | - US: 39,000 - UK: 52,038                                                                  | | Confessions on a Dance Floor                       |
| "Hey You"                                                          | 2007 | —                                   | —                                   | —                                   | 57                                  | —                                   | —                                   | 36                                  | —                                   | 55                                  | 187                                 |                                                                                            | | -                                                  |
| "4 Minutes" (featuring Justin Timberlake and Timbaland)            | 2008 | 3                                   | 1                                   | 1                                   | 1                                   | 2                                   | 1                                   | 1                                   | 1                                   | 1                                   | 1                                   | - WW: 5,000,000 - US: 3,100,000 - CAN: 143,000 - FRA: 240,000 - ITA: 77,561 - UK: 627,000  | - US: 2× Platinum - AUS: Platinum - UK: Platinum - GER: Platinum - ITA: Gold - SPA: 3× Platinum                                        | Hard Candy                                         |
| "Give It 2 Me"                                                     | 2008 | 57                                  | 1                                   | 23                                  | 8                                   | 5                                   | 8                                   | 3                                   | 1                                   | 4                                   | 7                                   | - US: 316,000 - ITA: 78,863 - UK: 170,000                                                  | - UK: Silver | Hard Candy                                         |
| "Miles Away"                                                       | 2008 | —                                   | 2                                   | —                                   | 23                                  | 54                                  | 11                                  | 26                                  | 1                                   | 32                                  | 39                                  |                                                                                            | | Hard Candy                                         |
| "Celebration"                                                      | 2009 | 71                                  | 1                                   | 40                                  | 5                                   | 2                                   | 5                                   | 1                                   | 17                                  | 4                                   | 3                                   | - US: 192,000                                                                              | - ITA: Platinum | Celebration                                        |
| "Revolver" (featuring Lil Wayne)                                   | 2009 | —                                   | 4                                   | —                                   | 47                                  | 25                                  | —                                   | 16                                  | 39                                  | —                                   | 130                                 |                                                                                            | - ITA: Gold | Celebration                                        |
| „—” denotă un titlu care nu a fost cartografiat pe acel teritoriu. |      |                                     |                                     |                                     |                                     |                                     |                                     |                                     |                                     |                                     |                                     |                                                                                            | |                                                    |

### Anii 2010
| Titlu                                                              | An   | Cele mai bune poziții în clasamente | Cele mai bune poziții în clasamente | Cele mai bune poziții în clasamente | Cele mai bune poziții în clasamente | Cele mai bune poziții în clasamente | Cele mai bune poziții în clasamente | Cele mai bune poziții în clasamente | Cele mai bune poziții în clasamente | Cele mai bune poziții în clasamente | Cele mai bune poziții în clasamente | Vânzări                                | Certificari                | Album       |
| Titlu                                                              | An   | US                                  | US Dance                            | AUS                                 | CAN                                 | FRA                                 | GER                                 | ITA                                 | SPA                                 | SWI                                 | UK                                  | Vânzări                                | Certificari                | Album       |
| ------------------------------------------------------------------ | ---- | ----------------------------------- | ----------------------------------- | ----------------------------------- | ----------------------------------- | ----------------------------------- | ----------------------------------- | ----------------------------------- | ----------------------------------- | ----------------------------------- | ----------------------------------- | -------------------------------------- | -------------------------- | ----------- |
| "Give Me All Your Luvin'" (featuring Nicki Minaj and M.I.A.)       | 2012 | 10                                  | 1                                   | 25                                  | 1                                   | 3                                   | 8                                   | 2                                   | 2                                   | 6                                   | 37                                  | - FRA: 29,816 - UK: 43,750             | - US: Gold - ITA: Platinum | MDNA        |
| "Girl Gone Wild"                                                   | 2012 | —                                   | 1                                   | 93                                  | 42                                  | 13                                  | —                                   | 4                                   | 7                                   | 29                                  | 73                                  | - US: 22,000 - UK: 3,557               | - ITA: Platinum            | MDNA        |
| "Masterpiece"                                                      | 2012 | —                                   | —                                   | —                                   | —                                   | —                                   | —                                   | —                                   | —                                   | —                                   | 68                                  |                                        |                            | MDNA        |
| "Turn Up the Radio"                                                | 2012 | —                                   | 1                                   | —                                   | —                                   | —                                   | —                                   | 58                                  | 30                                  | —                                   | 175                                 |                                        |                            | MDNA        |
| "Living for Love"                                                  | 2014 | —                                   | 1                                   | 157                                 | 92                                  | 50                                  | 40                                  | 30                                  | 21                                  | 49                                  | 26                                  | - US: 41,000 - FRA: 7,000 - UK: 17,936 | - ITA: Gold                | Rebel Heart |
| "Ghosttown"                                                        | 2015 | —                                   | 1                                   | —                                   | —                                   | 34                                  | 34                                  | 20                                  | 41                                  | 39                                  | 117                                 |                                        | - ITA: Platinum            | Rebel Heart |
| "Bitch I'm Madonna" (featuring Nicki Minaj)                        | 2015 | 84                                  | 1                                   | 132                                 | 58                                  | 90                                  | —                                   | —                                   | 49                                  | —                                   | —                                   | - US: 51,000                           |                            | Rebel Heart |
| "Hold Tight"                                                       | 2015 | —                                   | —                                   | —                                   | —                                   | 92                                  | —                                   | —                                   | —                                   | —                                   | —                                   |                                        |                            | Rebel Heart |
| "Medellín" (with Maluma)                                           | 2019 | —                                   | 1                                   | —                                   | —                                   | —                                   | —                                   | 37                                  | 67                                  | 69                                  | 87                                  | - US: 5,000                            | - ITA: Gold                | Madame X    |
| "Crave" (with Swae Lee)                                            | 2019 | —                                   | 1                                   | —                                   | —                                   | —                                   | —                                   | —                                   | —                                   | —                                   | —                                   |                                        |                            | Madame X    |
| "I Rise"                                                           | 2019 | —                                   | 1                                   | —                                   | —                                   | —                                   | —                                   | —                                   | —                                   | —                                   | —                                   |                                        |                            | Madame X    |
| „—” denotă un titlu care nu a fost cartografiat pe acel teritoriu. |      |                                     |                                     |                                     |                                     |                                     |                                     |                                     |                                     |                                     |                                     |                                        |                            |             |

### Anii 2020
| Titlu                                                                                   | An   | Cele mai bune poziții în clasamente | Cele mai bune poziții în clasamente | Cele mai bune poziții în clasamente | Cele mai bune poziții în clasamente | Cele mai bune poziții în clasamente | Cele mai bune poziții în clasamente | Cele mai bune poziții în clasamente | Cele mai bune poziții în clasamente | Cele mai bune poziții în clasamente | Cele mai bune poziții în clasamente | Vânzări     | Certificari                                                                                              | Album                   |
| Titlu                                                                                   | An   | US                                  | US Dance                            | AUS                                 | CAN                                 | FRA                                 | GER                                 | ITA                                 | SPA                                 | SWI                                 | UK                                  | Vânzări     | Certificari                                                                                              | Album                   |
| --------------------------------------------------------------------------------------- | ---- | ----------------------------------- | ----------------------------------- | ----------------------------------- | ----------------------------------- | ----------------------------------- | ----------------------------------- | ----------------------------------- | ----------------------------------- | ----------------------------------- | ----------------------------------- | ----------- | --- | ----------------------- |
| "I Don't Search I Find"                                                                 | 2020 | —                                   | 30                                  | —                                   | —                                   | —                                   | —                                   | —                                   | —                                   | —                                   | —                                   |             | | Madame X                |
| "Levitating" (The Blessed Madonna remix) (Dua Lipa featuring Madonna and Missy Elliott) | 2020 | —                                   | 6                                   | 35                                  | —                                   | —                                   | —                                   | 47                                  | 71                                  | —                                   | —                                   | - US: 7,000 | | Club Future Nostalgia   |
| "Frozen" (Sickick remix)                                                                | 2021 | —                                   | 10                                  | —                                   | —                                   | 64                                  | —                                   | —                                   | —                                   | —                                   | —                                   | - US: 1,800 | - FRA: Gold                                                                                              | -                       |
| "Break My Soul" (The Queens remix) (with Beyoncé)                                       | 2022 | —                                   | —                                   | —                                   | —                                   | —                                   | —                                   | —                                   | —                                   | —                                   | —                                   |             | |                         |
| "Back That Up to the Beat" (Demo)                                                       | 2022 | —                                   | —                                   | —                                   | —                                   | —                                   | —                                   | —                                   | —                                   | —                                   | —                                   |             | |                         |
| "Popular" (with the Weeknd and Playboi Carti)                                           | 2023 | 43                                  | —                                   | 8                                   | 10                                  | 77                                  | 21                                  | 96                                  | —                                   | 11                                  | 10                                  | - US: 4,000 | - US: Platinum - AUS: 3× Platinum - FRA: Platinum - GER: Gold - ITA: Platinum - SPA: Gold - UK: Platinum | The Highlights (Deluxe) |
| "Vulgar" (with Sam Smith)                                                               | 2023 | —                                   | 11                                  | —                                   | —                                   | —                                   | —                                   | —                                   | —                                   | —                                   | 69                                  | - US: 3,000 | | -                       |
| „—” denotă un titlu care nu a fost cartografiat pe acel teritoriu.                      |      |                                     |                                     |                                     |                                     |                                     |                                     |                                     |                                     |                                     |                                     |             | |                         |

### Total
| An | Titlu | Album          | Hot100 | Airplay | Dance | Australia | Austria | Canada | Elveția | Franța | Germania | Republica Irlanda | Italia | Japonia | Regatul Unit al Marii Britanii și al Irlandei de Nord | Țările de Jos | România | Suedia | Certificații RIIA |
| An | Titlu | Hituri #1      | 12     | 9       | 41    | 11        | 2       | 24     | 9       | 3      | 4        | 8                 | 17     | 21      | 13                                                    | 5             | 6       | 6      | Aur X26           |
| An | Titlu | Hituri top 10  | 37     | 31      | 55    | 39        | 24      | 49     | 33      | 22     | 25       | 48                | 44     | 47      | 63                                                    | 39            | 10      | 24     | Aur X26           |
| An | Titlu | Hituri top 40  | 48     | 45      | 56    | 62        | 46      | 60     | 60      | 51     | 55       | 65                | 66     | 64      | 69                                                    | 56            | 14      | 45     | Platină X7        |
| An | Titlu | Hituri top 100 | 56     | 50      | 57    | 62        | 47      | 64     | 63      | 59     | 59       | 66                | 68     | 67      | 71                                                    | 61            | 16      | 50     | Platină X7        |
| -- | ----- | -------------- | ------ | ------- | ----- | --------- | ------- | ------ | ------- | ------ | -------- | ----------------- | ------ | ------- | ----------------------------------------------------- | ------------- | ------- | ------ | ----------------- |

Note:
- A ^ Lansat internațional; nu a intrat în clasamentul Billboard Hot 100.
- B ^ Lansate internațional, nu au intrat în Billboard Hot 100 ci doar în topul care ține evidența pieselor aproape să intre în clasament.
- C ^ Lansat internațional, în afara Regatului Unit, dar nu a intrat în niciun clasament cu excepția celui australian.
- D ^ „Holiday” și „Lucky Star” au intrat în Hot Dance Music/Club Play ca dublă față A.
- E ^ „Into the Groove” a fost lansat ca fața B a discului „Angel” în Australia, Canada și Statele Unite.
- F ^ Lansat doar în Europa și alte regiuni cu excepția Americii.
- G ^ Relansat doar în anumite regiuni din Europa de Vest.
- H ^ Lansat doar în Japonia.
- I ^ Lansat doar în Italia.
- J ^ Lansat în America de Nord și Australia.
- K ^ Lansate ca dublă față A în Australia.
- L ^ Lansat doar în Oceania și câteva țări europene.
- M ^ Lansat doar ca și club promo.
- N ^ Nu au fost lansate comercial în Statele Unite, poziții obținute doar pe bază de difuzări radio.
- O ^ „Hung Up” a atins locul 1 în 45 de țări: Argentina, Australia, Austria, Belarus, Belgia, Brazilia, Bulgaria, Canada, Cehia, Chile, China, Columbia, Croația, Danemarca, Elveția, Estonia, Filipine, Finlanda, Franța, Germania, Hong Kong, Israel, Italia, Japonia, Liban, Letonia, Luxemburg, Malaezia, Mexic, Norvegia, Olanda, Peru, Polonia, Portugalia, România, Rusia, Serbia, Slovacia, Slovenia, Spania, Suedia, Thailanda, Turcia, Ucraina și Ungaria.
- P ^ Lansate doar ca discuri single promoționale
- Q ^ Imnul concertelor Live Earth, lansat doar digital.
- R ^ La punerea în vânzare a variantei digitale a albumului Hard Candy, piesa s-a clasat în câteva topuri secundare, precum Billboard Pop 100, cel brazilian, bulgar și rus.